# ルクム郡

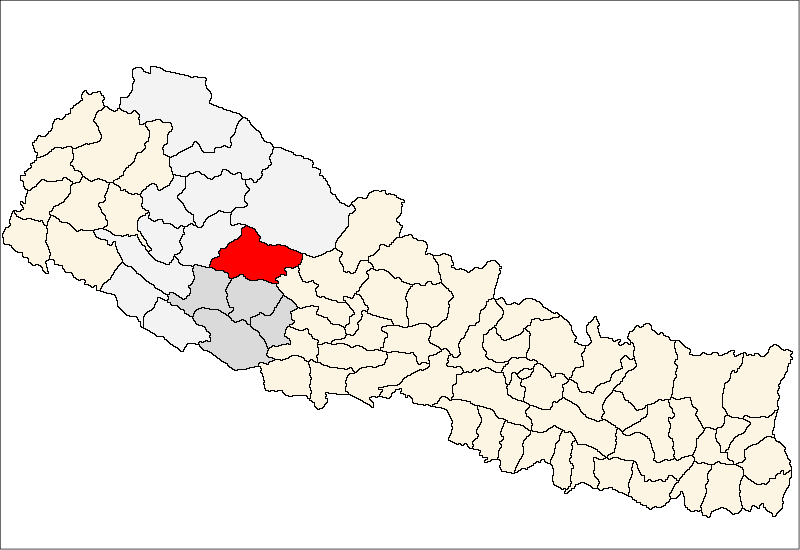
ルクム郡の位置。

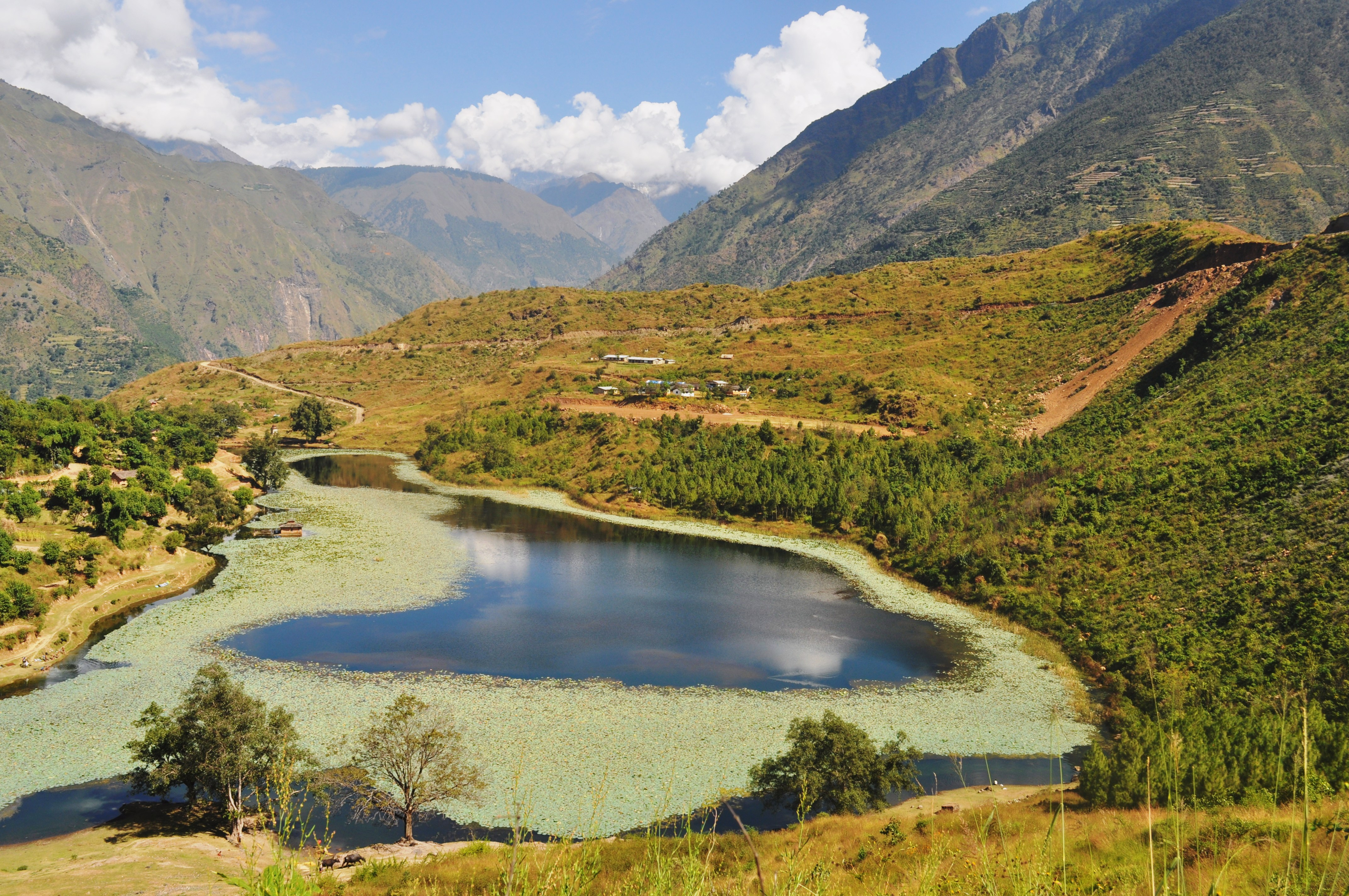
ルクミニ湖、ルクムコット

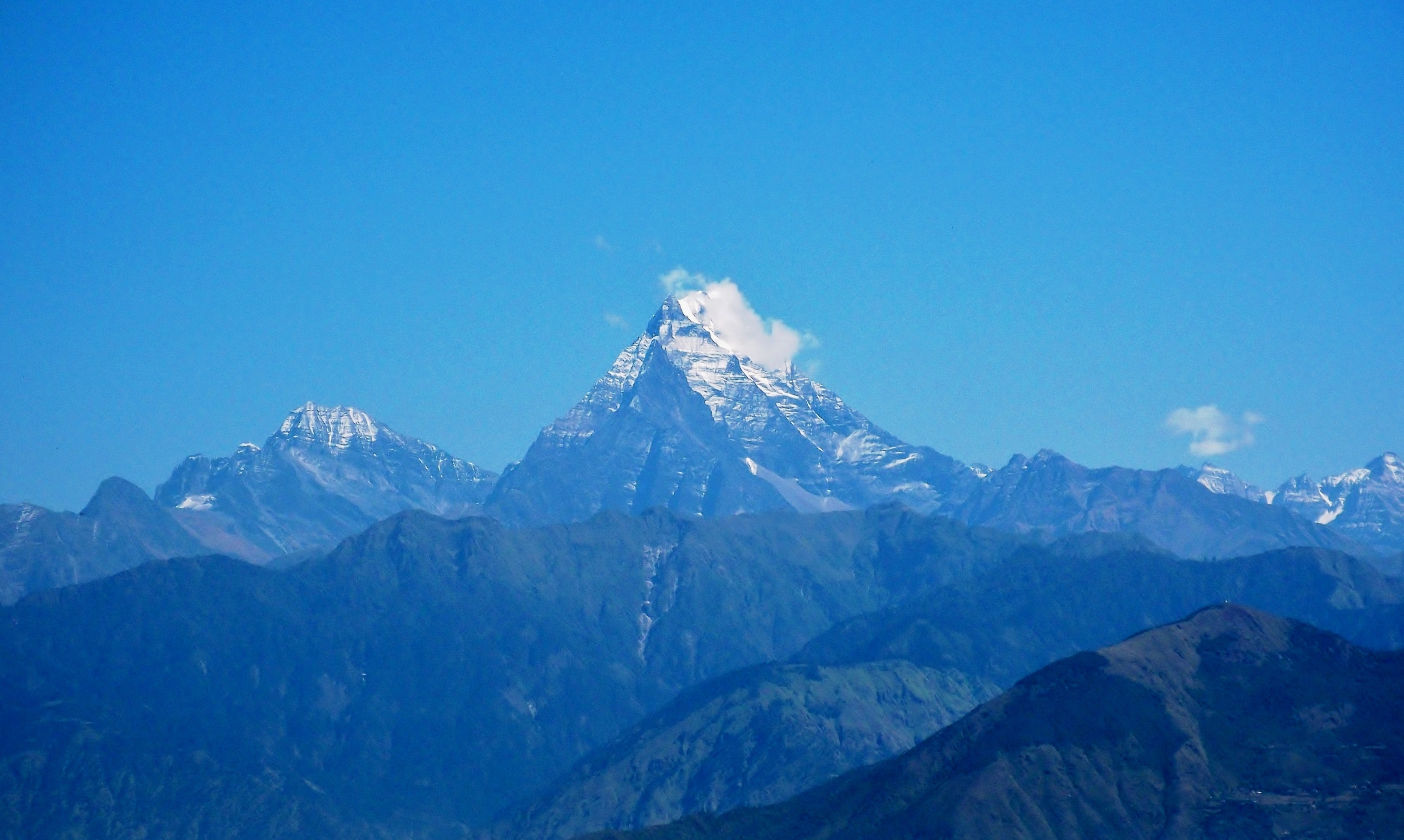
シスネ山(5849m)、ルクム、ネパール

ルクム郡（ネパール語: रुकुम जिल्ला）は、かつて存在したネパールの郡。廃止時は郡東部が第五州（現在のルンビニ州）、郡西部が第六州（現在のカルナリ州）に属していた。郡都はムシコット。
面積は2,877平方キロメートル、人口は208,567人（2011年国勢調査）。先住民族のカム・マガール族が住む。

## 歴史
1996年2月13日、毛沢東派の「人民戦争」(ネパール内戦)が、ルクム郡から始まった。
2000年12月、最初の郡単位の「人民政府」が樹立された。
2006年、包括和平協定に調印して以来ルクム郡は新たな観光地として話題になっている。
2015年までは中西部開発区域ラプティ県に属していたが、2015年の新憲法によって7州制へ移行した際に2州へ跨る形となった。
2017年4月26日、東部ルクム郡（ルンビニ州）と西部ルクム郡（カルナリ州）へ分割され消滅した。

## 観光
山岳地帯で湖が多く、未開発の観光資源が多く眠っている。
見所（観光活動）：
1. 湖の町ルクムコット(ルクミニ湖)、バフィコット(シャルプ湖)など
2. ドルパタン狩猟保護地、ネパールの統一狩猟保護地
3. 100以上のハーブの産地
4. カームマガル文化
5. ネパールの中の歴史がある所
6. 冬虫夏草の産地
7. 各地で一年中に楽しめる様々なお祭り、ジャタラ、など

ネパールの中でも最も新しい観光地であるルクムは現在国内の観光客をもちろん世界中からの観光客の注目も浴びている。
現在は所々にロージもできて宿泊も安心。格安で又は多民族の家でもホームステイもできる。